# Nadech Kugimiya
Chonlathit Yodprathum mais conhecido profissionalmente como Nadech Kugimiya (ณเดชน์ คูกิมิยะ; nascido em 17 de dezembro de 1991) é um ator e modelo tailandês. Ele iniciou sua carreira artística na atuação em 2010, e é mais conhecido por seus papéis em  Duang Jai Akkanee (2010), Game Rai Game Rak (2011), Sunset at Chaophraya (2013), Leh Lub Salub Rarng (2017) e Likit Ruk (2018).

## Vida pessoal
Nadech Kugimiya nascido Chonlathit Yodprathum, em 17 de dezembro de 1991, Khon Kaen, Tailândia. É filho de pai austríaco e de mãe tailandesa, ele foi adotado pelo japonês Yoshio Kugimiya e por Sudarat Kugimiya (também tailandesa e sua tia biológica). Seu apelido "Barry" veio de seu apelido "Brand". Se retratando inicialmente como um meio tailandês-japonês, mais tarde, ele esclareceu o motivo do mesmo, ao ser revelado sua verdadeira ascendência austríaca e tailandesa dizendo: "Meu pai adotivo é japonês. Eu disse a todos que sou meio tailandês, meio japonês, para homenageá-lo". Ele acrescentou que gostaria de dizer as pessoas sobre sua ascendência mais cedo, mas que a hora não havia chegado.
Kugimiya se formou na Universidade Rangsit, na Tailândia, como Bacharel em Artes da Comunicação, com especialização em Cinema e Vídeo.

## Carreira
Kugimiya iniciou sua carreira como modelo aos dezessete anos. Em 2010, fez sua estreia como ator em Ngao Rak Luang Jai. Ele ganhou popularidade após estrelar Duang Jai Akkanee (2010) e Game Rai Game Rak (2011). Em 2013, estrelou o filme Sunset at Chaophraya (2013). Kugimiya possui um contrato exclusivo com a Channel 3. Ele é um dos atores mais bem pagos da Tailândia, suas participações em campanhas publicitárias, tornou-o uma das celebridades mais contratadas para anúncios, além de estrelar campanhas para diversas marcas importantes, incluindo Shopee, Oppo, 7-Eleven, Air Asia, Daikin e TrueMove H. 
Com o recebimento de mais de 130 prêmios, incluindo o de Melhor Ator, no Suphannahong National Film Awards, no Mekhala Awards, no Nataraja Awards e no TV Gold Awards, Kugimiya é um dos atores mais premiados da Tailândia. Ele também figura frequentemente em listas de pessoas mais populares e influentes do país.

## Filmografia

### Cinema
| Ano  | Título                   | Papel                                  | Notas          |
| ---- | ------------------------ | -------------------------------------- | -------------- |
| 2013 | Long Rak Loey            | Napat                                  | curta-metragem |
| 2013 | Sunset at Chaophraya     | Kobori                                 |                |
| 2014 | Postcard                 | Natee                                  | curta-metragem |
| 2015 | Mr.Peter's Project       | Peter / Atuação adicional como diretor | curta-metragem |
| 2018 | Garuda Mahayuth Hymmapan | Phaya Watchara Garuda (Voz)            | Animação       |
| 2018 | Nakee The Movie          | Pongprap                               |                |

### Televisão
| Ano  | Título Original                           | Título em Inglês                 | Papel                                 | Emissora  |
| ---- | ----------------------------------------- | -------------------------------- | ------------------------------------- | --------- |
| 2010 | Ngao Rak Luang Jai                        | Love in Shadow                   | Nawa Gamtornpuwanat                   | Channel 3 |
| 2010 | Thara Himalaya                            | Water of Himalaya                | Akkanee Adisuan (Fai)                 | Channel 3 |
| 2010 | Duang Jai Akkanee                         | Akkanee's Heart                  | Akkanee Adisuan (Fai)                 | Channel 3 |
| 2010 | Pathapee Leh Ruk                          | Pathapee's Love Trick            | Akkanee Adisuan (Fai)                 | Channel 3 |
| 2010 | Wayupak Montra                            | Wayupak's Enchantment            | Akkanee Adisuan (Fai)                 | Channel 3 |
| 2011 | Game Rai Game Rak                         | Evil Game, Love Game             | Saichon / Charles Makovich            | Channel 3 |
| 2012 | Torranee Ni Nee Krai Krong                | Who Does This Earth Belong To?   | Athit                                 | Channel 3 |
| 2013 | Rang Pratana                              | Heated Desire                    | Pittaya                               | Channel 3 |
| 2014 | Roy Ruk Hak Liam Tawan                    | The Rising Sun                   | Ryu Onitzuka                          | Channel 3 |
| 2014 | Roy Fun Tawan Duerd                       | The Rising Sun Part 2            | Ryu Onitzuka                          | Channel 3 |
| 2015 | Lom Sorn Ruk                              | Wind's Hidden Love               | Pranon / Pran                         | Channel 3 |
| 2015 | Tarm Ruk Keun Jai                         | Pursue Love Back to the Heart    | Seehanat (Nai Singh)                  | Channel 3 |
| 2017 | Leh Lub Salub Rarng                       | Secret Trick While Bodies Switch | Capitão Ramin Toongpraplerng          | Channel 3 |
| 2018 | Likit Ruk                                 | The Crown Princess               | Tenente-comandante Davin Samuthyakorn | Channel 3 |
| 2019 | My Love from the Star (versão tailandesa) | Likit Ruk Kham Duang Dao         | Achira                                | Channel 3 |

## Discografia

### Singles
| Ano  | Título                                                               | Notas                             |
| ---- | -------------------------------------------------------------------- | --------------------------------- |
| 2012 | "Hai Rak Man Toh Nai Jai" ("Let Love Grow Up In My Heart")           | OST de Torranee Ni Nee Krai Krong |
| 2013 | "Angsumalin" ("Angsumalin")                                          | OST de Sunset at Chaophraya       |
| 2013 | "Long Rak Loey" ("Falling In Love")                                  | OST de Long Rak Loey              |
| 2014 | "Laew Rao Ja Rak Gan Dai Mai" ("Can We Love Each Other?")            | OST de Roy Ruk Hak Liam Tawan     |
| 2014 | "1,2,3,4,5 I Love You"                                               | Give Me 5 Concert Rate A          |
| 2015 | "Tee Jing Chan Gor Jeb" ("Actually, I'm Also Hurt")                  | OST de Lom Sorn Ruk               |
| 2015 | "Kam Tob Sud Tai" ("Final Answer")                                   | OST de Mr.Peter's Project         |
| 2016 | "Happy Birthday"                                                     | Channel 3 Anniversary Concert     |
| 2018 | "Nah Tee Gub Hua Jai" ("Duty And Heart")                             | OST de Likit Ruk                  |
| 2019 | "No Caption"                                                         | The Real Nadech Concert           |
| 2019 | "Rak Tee Ror Wan La" ("The Love that is Waiting for Saying Goodbye") | OST de Likit Ruk Kham Duang Dao   |